# Mesraba
Mesraba (tiếng Ả Rập: مسرابا) là một ngôi làng Syria nằm ở huyện Douma, Rif Dimashq. Theo Cục Thống kê Trung ương Syria (CBS), Mesraba có dân số 5.942 trong cuộc điều tra dân số năm 2004.